# 부쿠레슈티 조약 (1918년)

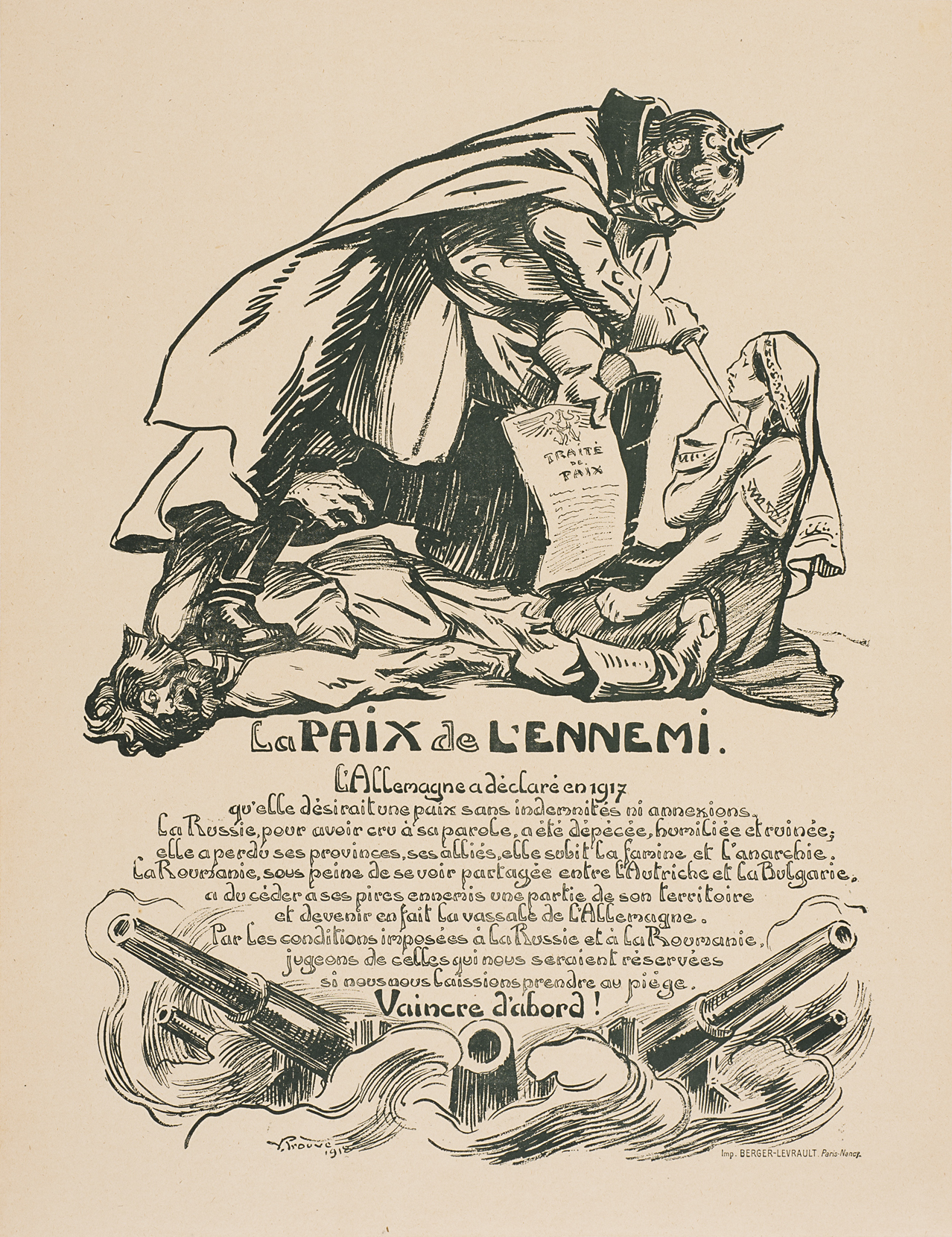
프랑스 측이 그린 부쿠레슈티 강화 조약 포스터이다. 그림에서는 독일황제 빌헬름 2세가 루마니아라고 하는 여성을 칼로 들이대고 있고, 러시아라고 하는 남자는 그녀가 평화 조약을 맺는 동안 빌헬름 2세에게 흉부가 짓밟혀져 있는 것으로 묘사되어 있다. 즉, 독일이 루마니아에게 조약을 맺으라고 강요한 것이다.

부쿠레슈티 강화 조약은 1918년 5월 7일, 루마니아의 부프테아에서 맺어진 루마니아와 독일, 오스트리아-헝가리 제국, 불가리아, 오스만 제국 간에 맺어진 조약이다. 이 조약으로 루마니아는 동맹국에 유일하게 항복한 나라로 기록되었다. 정작 당시 루마니아의 왕이었던 페르디난드 1세는 조약에 참가하지도 않았고, 서명하지도 않았다고 한다(이는 대한제국의 고종황제가 을사늑약 서명을 거부한 것과도 같다). 이 조약은 베르사유 조약으로 인해 파기되었으며 동맹국에 빼앗겼던 영토도 수복했다.

## 주요 내용
주요 4개 조항은 다음과 같다.
- 루마니아는 남부 도브루자(카드릴라테르)를 불가리아에 할양하고, 북도브루자를 불가리아에 할양하며, 다른 지역은 동맹국의 관리 아래에 둔다.
- 카르파티아 산맥의 통로를 오스트리아-헝가리 제국의 관리 하에 둔다.
- 루마니아는 90년간 독일에게 유전을 빌려준다.
- 동맹국은 루마니아의 베사라비아 합병을 인정한다.

## 같이 보기
- 부쿠레슈티 조약 (1812년)
- 부쿠레슈티 조약 (1913년) - 제2차 발칸 전쟁
- 부쿠레슈티 조약 (1916년) - 루마니아와 영국 간의 동맹